# فرناندو ارجيلا
فران «فرناندو» ارجيلا (بالإسبانية: Fernando Argila) (26 ديسمبر 1920 - 8 يناير 2015)، هو حارس مرمى إسباني، كان يلعب في الأربعينات والخمسينات، وكان مدرب في الستينات.

## المسيرة الكروية
خلال شبابه، جمع بين ممارسة كرة القدم وممارسة كرة السلة. في عالم كرة السلة، لعب في أوائل الأربعينيات في أتلتيكو سانت جيرفاسي وبرشلونة.
أما بالنسبة لكرة القدم فقد بدأ اللعب في نادي برشلونة للهواة والفريق الأول لنادي برشلونة بين عامي 1941 و 1943. ولعب في موقع حارس المرمى، وخلال هذه السنوات تزامن في مرمى النادي مع اثنين من حراس المرمى العظماء خوان خوسيه نوغيس ولويس ميرو، ولهذا السبب لعب بعض المباريات في الفريق الأول، واضطر إلى مغادرة النادي بحثًا عن المزيد من الدقائق. في عام 1943 انضم إلى ريال أوفييدو، النادي الذي عاش فيه أفضل سنواته. لعب هناك لأكثر من عقد من الزمن، مع توقف قصير في موسم 1951-1952 حيث دافع عن ألوان أتلتيكو مدريد.
لعب مباراة دولية للمنتخب الإسباني في 6 يناير 1954 في الفوز 4-1 على تركيا. كما لعب مباراة مع المنتخب الكاتالوني في 15 مارس 1942 بفوزه على كاستيا 4-3.
كمدرب، بدأ في تدريب ريال أوفييدو، النادي الذي تمت ترقيته إلى دوري الدرجة الأولى. تولى لاحقًا مسؤولية تدريب غرناطة وراسينغ سانتاندير وإسبانيول (خلال موسم 1965-1966) و سبورتينغ لشبونة وقرطبة.

## الألقاب
برشلونة:
- كأس ملك إسبانيا: 1
  - 1942

## روابط خارجية
- فرناندو ارجيلا على موقع قاعدة بيانات كرة القدم.إي يو (الإنجليزية)
- فرناندو ارجيلا على موقع ناشيونال فوتبول تيمز (الإنجليزية)
- فرناندو ارجيلا على موقع عالم كرة القدم.نت (الإنجليزية)